# Инди-поп
Инди-поп (англ. Indie pop) — поджанр и субкультура альтернативного рока/инди-рока.
Инди-поп отличается от инди-рока тем, что он более мелодичен, менее абразивен и относительно не тосклив.

## История
Стиль появился в конце 1970-х в Великобритании. Он был вдохновлён DIY-этикой панка и связан с панк-идеологией, породил процветавшие фэнзины, инди-лейблы, клубы и концертные туры.
Истоки инди-попа, как и инди-рока стоят в независимости творчества групп. Есть специальный независимый (indie) рекорд-лейбл под названием Sarah Records из Великобритании, который являются довольно популярным в этой среде. Лейбл выпустил 7 синглом с группами, которые были причастны к феминизму, либо к левой политике, образовав таким образом поджанр инди-попа под названием свит-поп.
Стоит так-же отметить лейбл K Records, который был очень похож на Sarah Records, специализировался на похожей музыке, единственным отличием было только то что они базировались в США. Этот лейбл являлся вторым по популярности после Sarah Records и так-же внёс большой вклад в развитие инди музыки.
Инди-поп представляет собой необычный контраст грациозных и одновременно серьезных тонов, которые при этом сложно назвать грустными или тоскливыми, они явно не нагоняли меланхолию, в отличии от инди-рока, но при этом вызывали смешанные чувства, что так-же причастно группе Velvet Underground, которая имела большое значение в истории инди-музыки в целом (некоторые даже считают их основателями этого жанра)

## Родственные жанры
Тви-поп - один из поджанров инди-попа, который исторически произошел от определения данным кассетным сборником C86. Чаще всего характеризируется простотой исполнения и выраженной невиностью музыки в целом. Одна из основных черт - мелодии и тексты, так или иначе связанные с любовью. Большинство тви-поп групп поддерживались и издавались лейблами Sarah Records (в Великобритании) и K Records (в США). В качестве представителя можно назвать группу Acid House Kings.
Сибуя-кэй - японский микрожанр, стиль, который был популярен в 1990-ых годах, отчасти не является инди-попом, но энтузиастами из инди-попа признается родственным жанром, отчасти из-за того что многие сибуя-кэй группы прославились и за пределами Японии, например в США. Одним из самых популярных представителей сибуя-кэя является исполнительница Serani Poji.

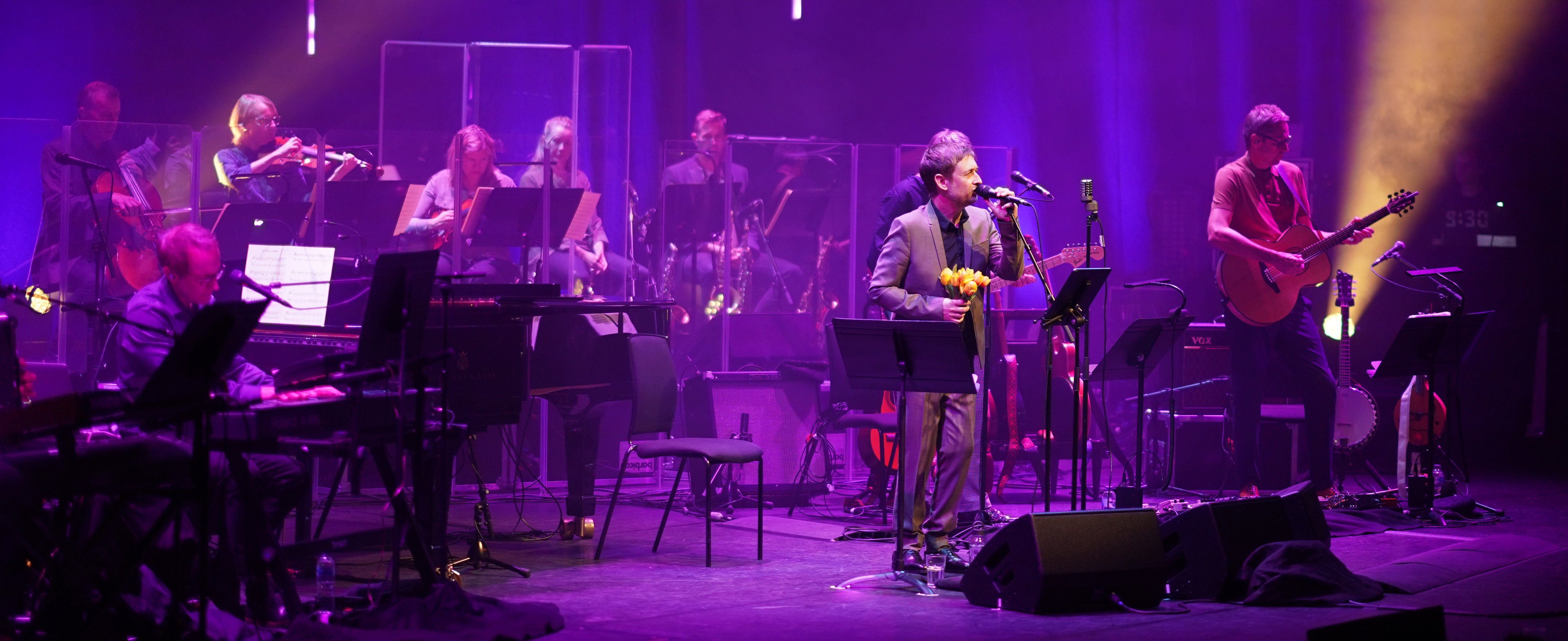
The Divine Comedy - представители чеймбер-попа

Чеймбер-поп - поджанр инди-попа, известный прежде всего своими интересными, необычными аранжировками. Самым ярким представителем чеймбер-попа является группа The Divine Comedy, которая была  популярна так-же и в эпоху брит-попа.